# Melichthys
Melichthys is een geslacht van straalvinnige vissen uit de familie van trekkervissen (Balistidae). Het geslacht is voor het eerst wetenschappelijk beschreven in 1839 door Swainson.

## Soorten
De volgende soorten zijn bij het geslacht ingedeeld:
- Melichthys indicus (Randall & Klausewitz, 1973)
- Melichthys niger (Bloch, 1786) – Zwarte trekkervis
- Melichthys vidua (Richardson, 1845)